# Loyengalani Airport
Loyengalani Airport är en flygplats i Kenya. Den ligger i den centrala delen av landet, 400 km norr om huvudstaden Nairobi. Loyengalani Airport ligger 373 meter över havet.
Terrängen runt Loyengalani Airport är lite kuperad. Runt Loyengalani Airport är det mycket glesbefolkat, med 3 invånare per kvadratkilometer. Trakten runt Loyengalani Airport består i huvudsak av gräsmarker.